# Meister von Fossa
Als Meister von Fossa (it. 'Maestro di Fossa') wird ein Maler im Italien des 14. Jahrhunderts bezeichnet. Der namentlich nicht bekannte Künstler ist nach seinem Tafelbildern aus der Kirche Santa Maria ad Cryptas in Fossa in den Abruzzen benannt. Der Meister gehört zur Umbrischen Schule und wird als einer der bedeutenden Maler seiner Zeit in dieser Region betrachtet. Seine  Bilder aus Fossa finden sich heute im Museo nazionale d’Abruzzo in L’Aquila. Dem Meister werden einige weitere Bilder zugerechnet sowie ein Fresko des Erzengels Michael in der Kirche Santa Maria Maggiore in Spello.